# ایزولا دل جیلیو
ایزولا دل جیلیو (به ایتالیایی: Isola del Giglio) یک جزیره و کومونه در ایتالیا است که در استان گروستو واقع شده‌است.

## خصوصیات
ایزولا دل جیلیو ۲۳٫۸۰ کیلومترمربع مساحت و ۱٬۴۴۷ نفر جمعیت دارد و ۴۰۵ متر بالاتر از سطح دریا واقع شده‌است.

## خواهرخوانده
شهر San Quirico d'Orcia خواهرخواندهٔ ایزولا دل جیلیو هست.

## نگارخانه

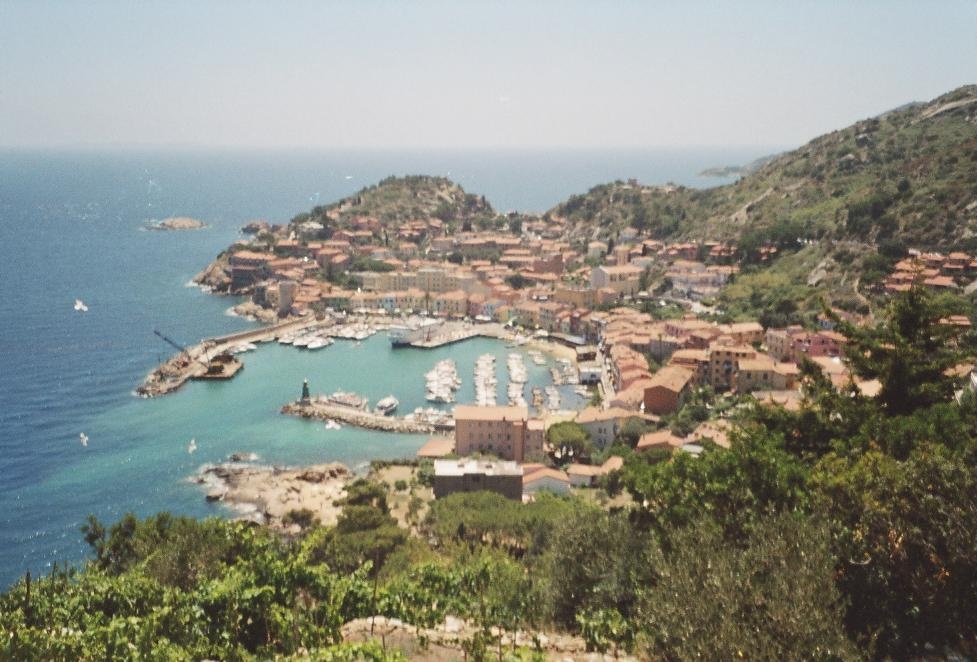
Giglio Porto
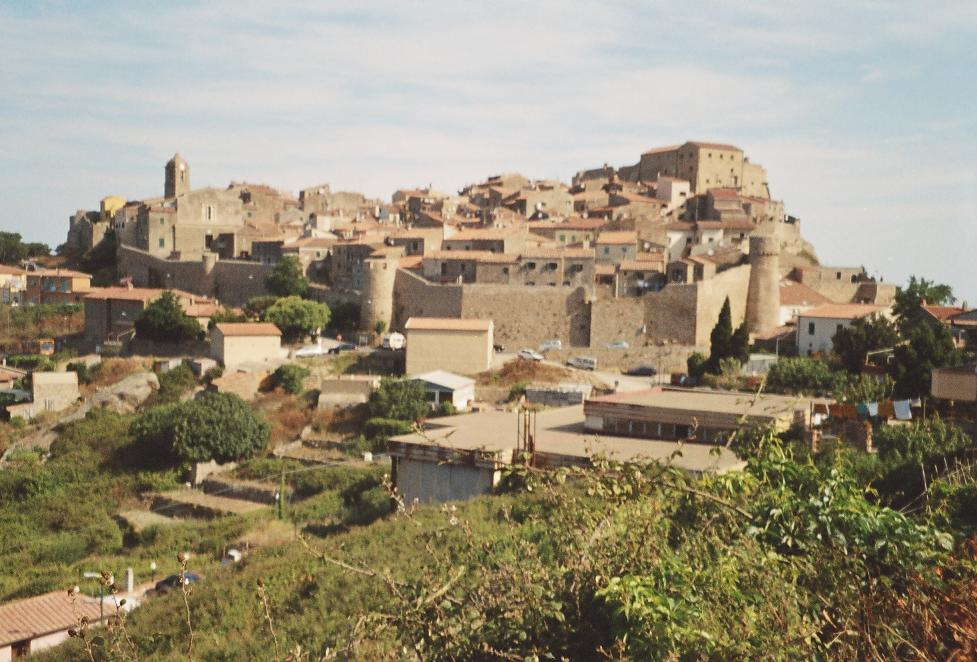
Giglio Castello
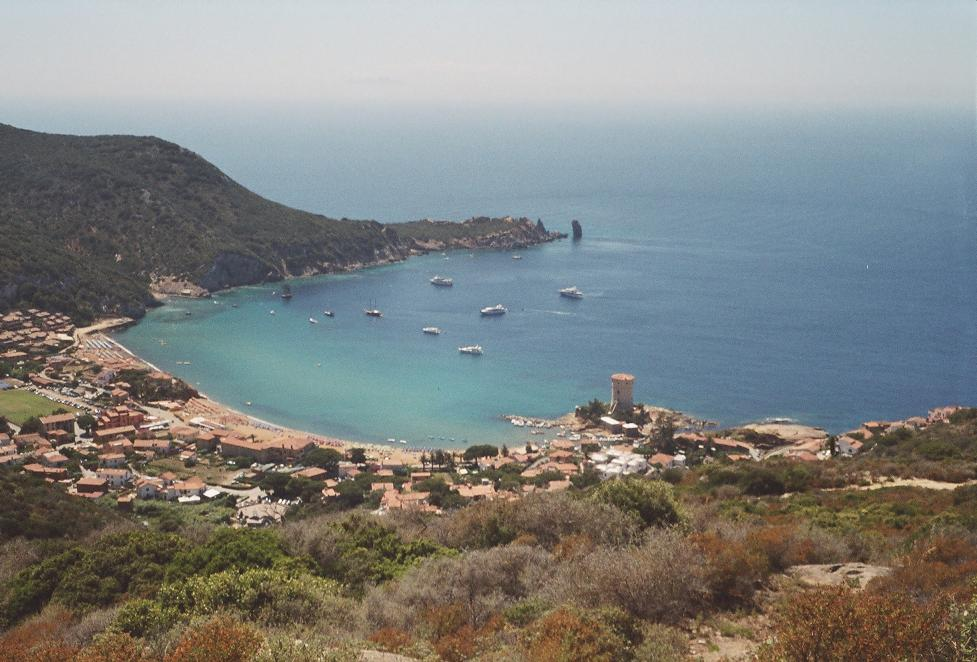
Giglio Campese
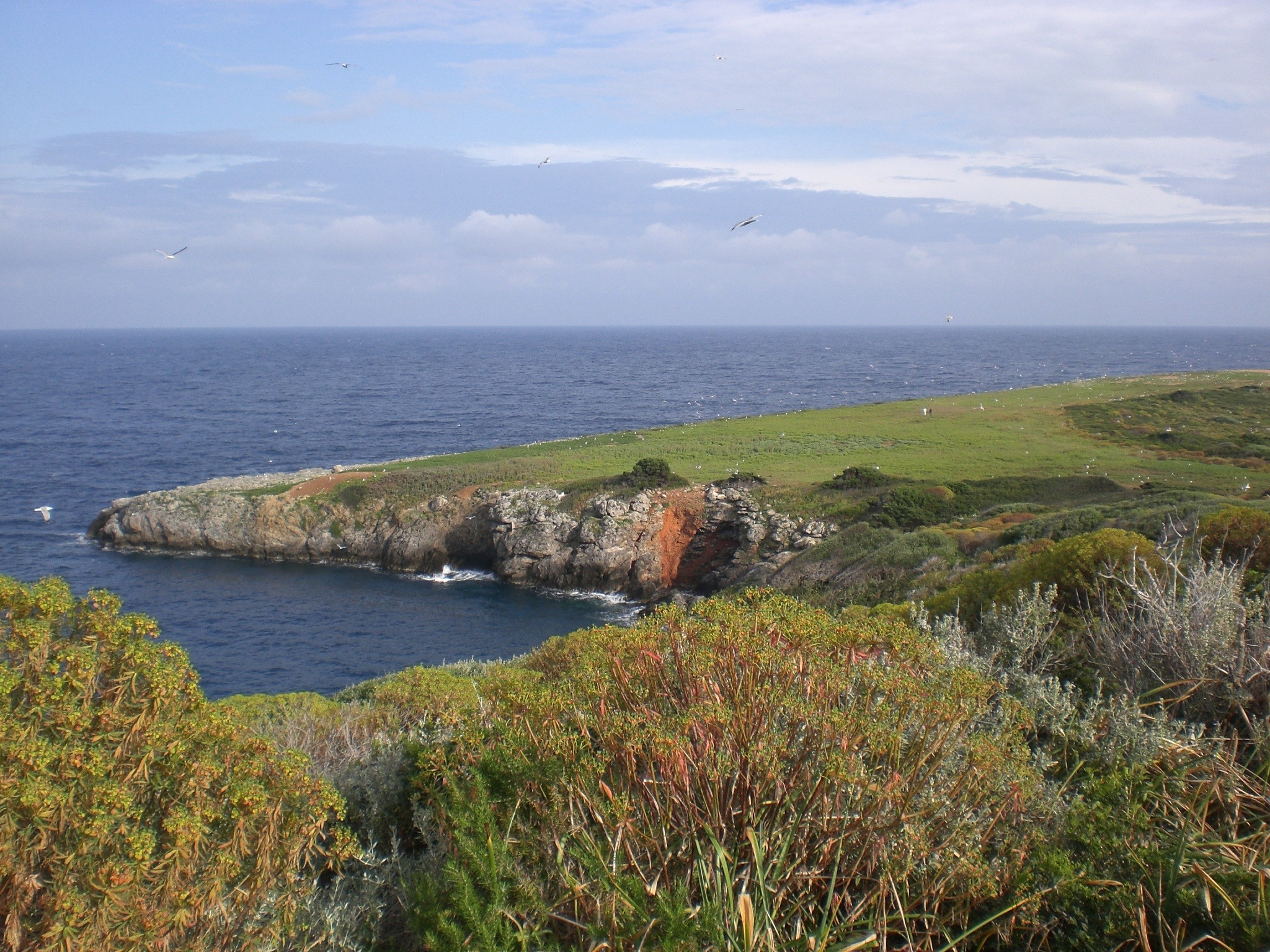
A disused grass runway by Giannutri's shore
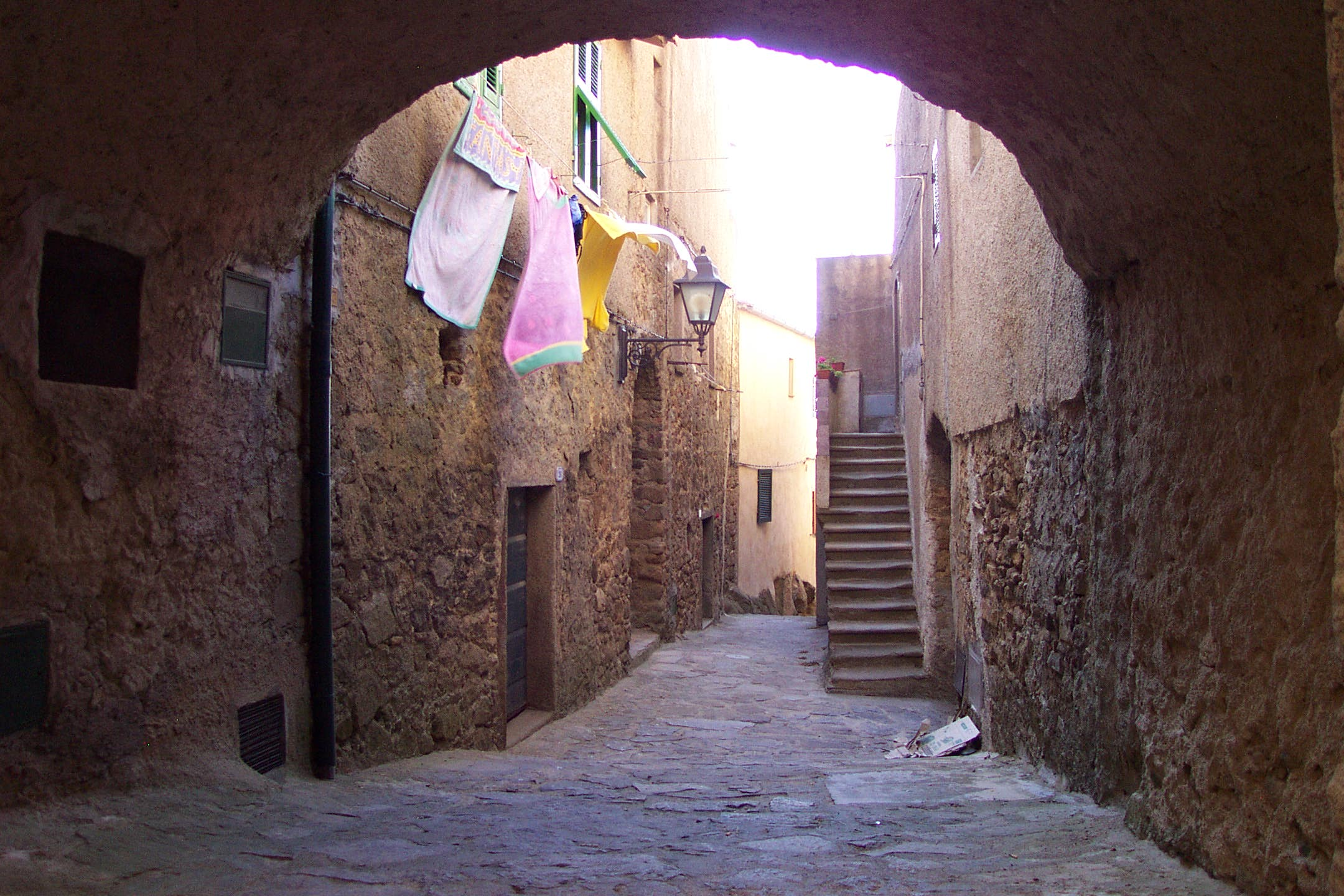
A street in Giglio Castello
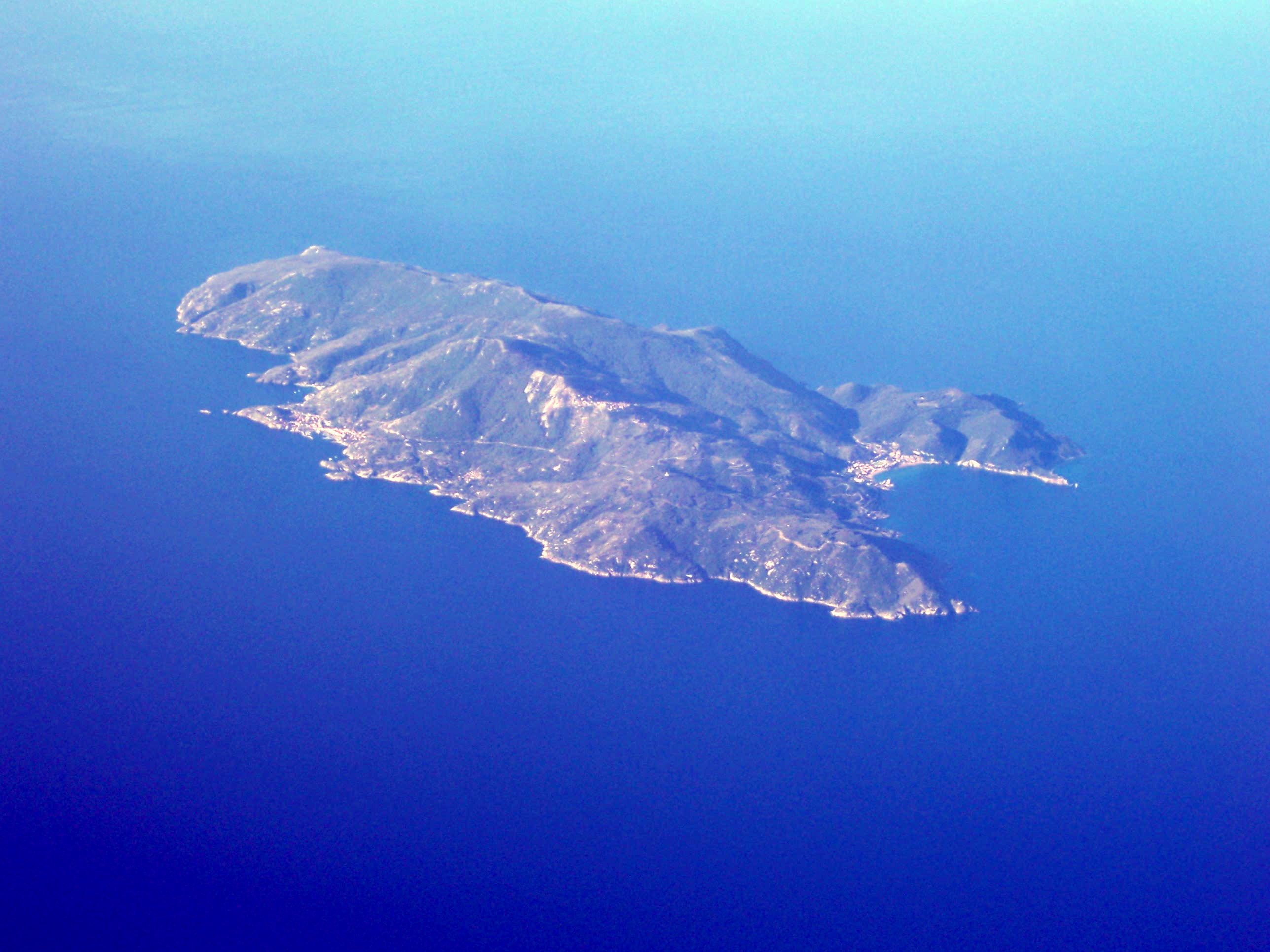
Aerial view of the island

Costa Concordia disaster

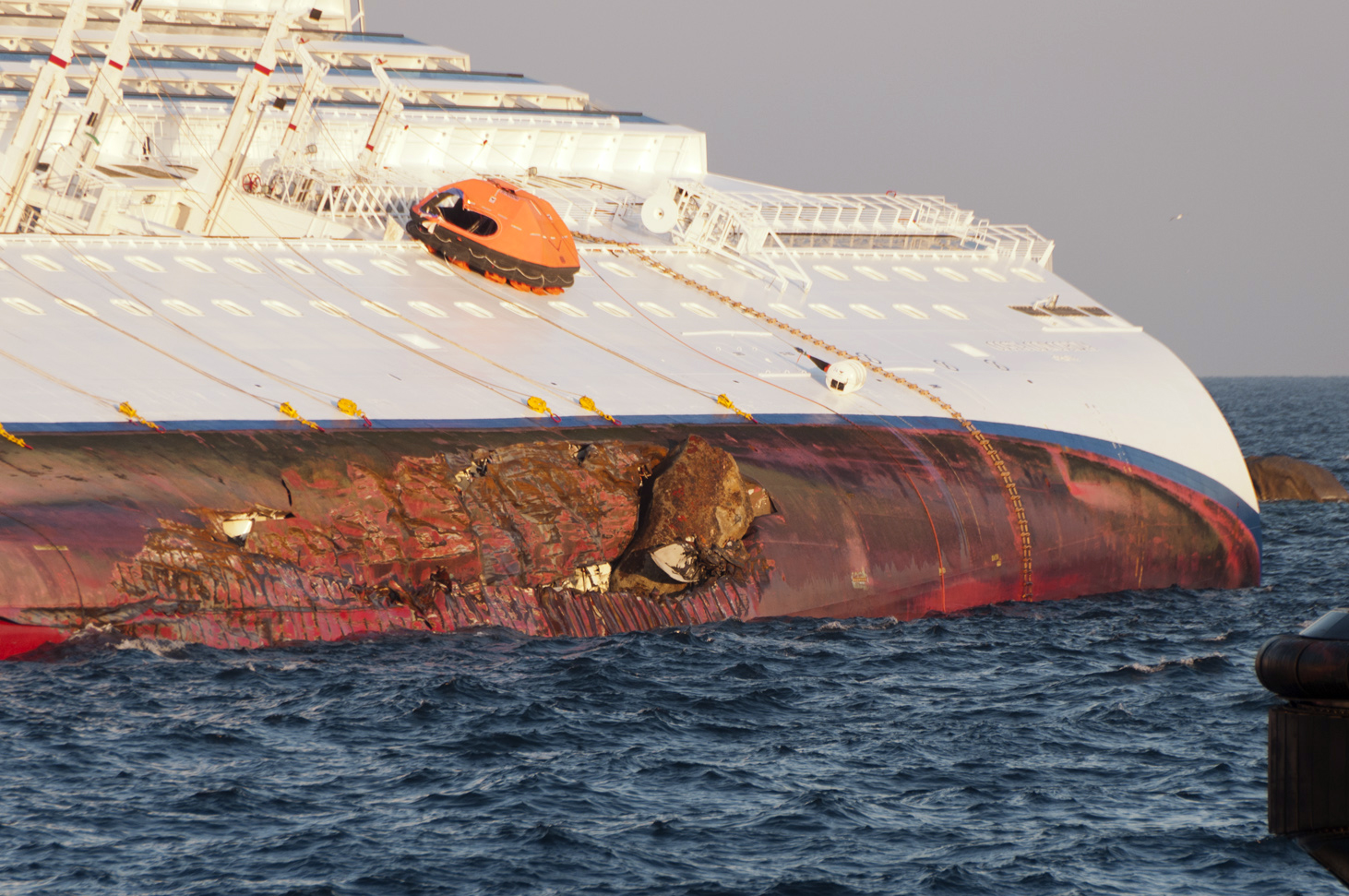
Rock embedded in the port side of the damaged hull of the Concordia
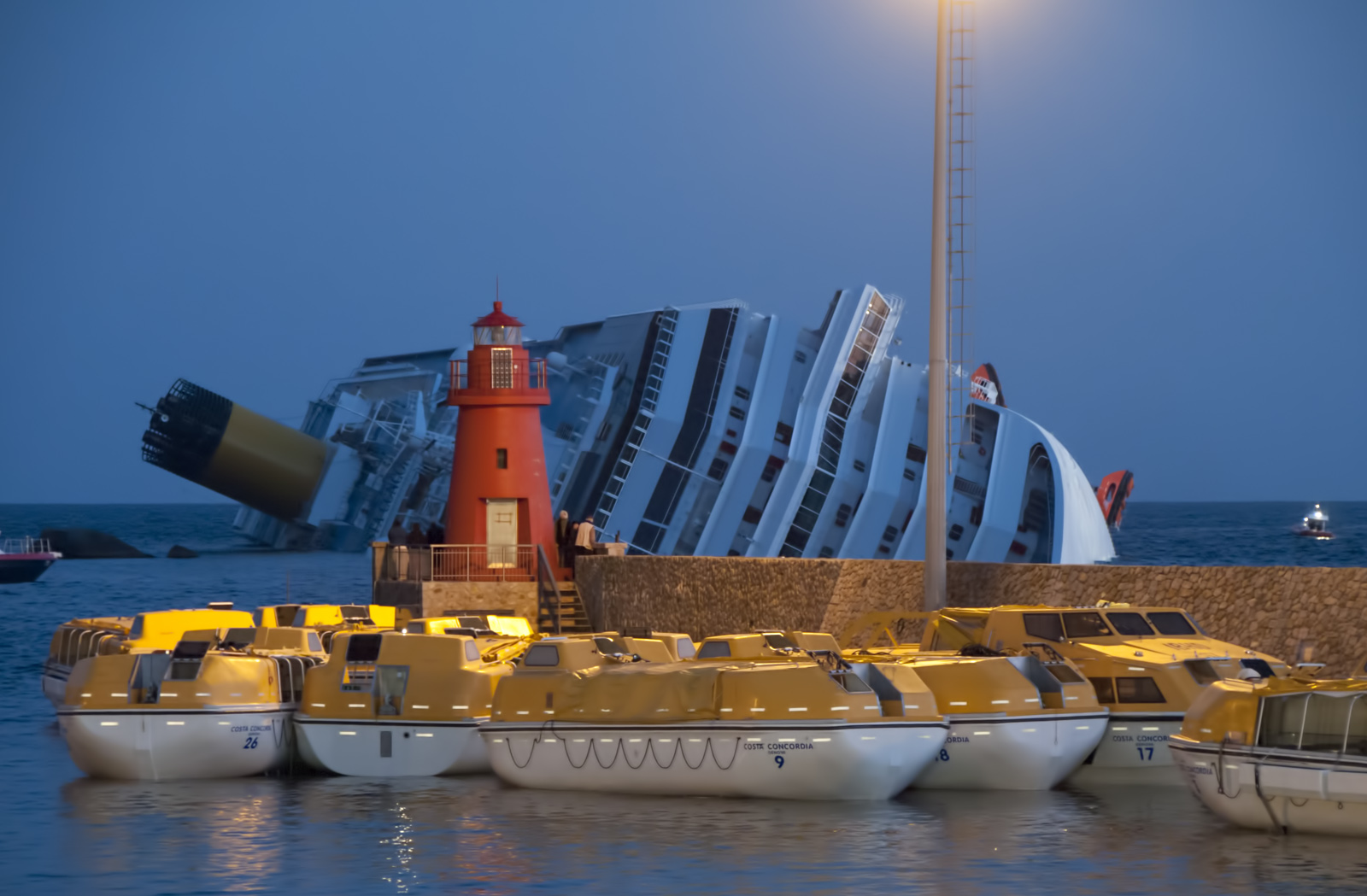
Lifeboats at dawn next day.
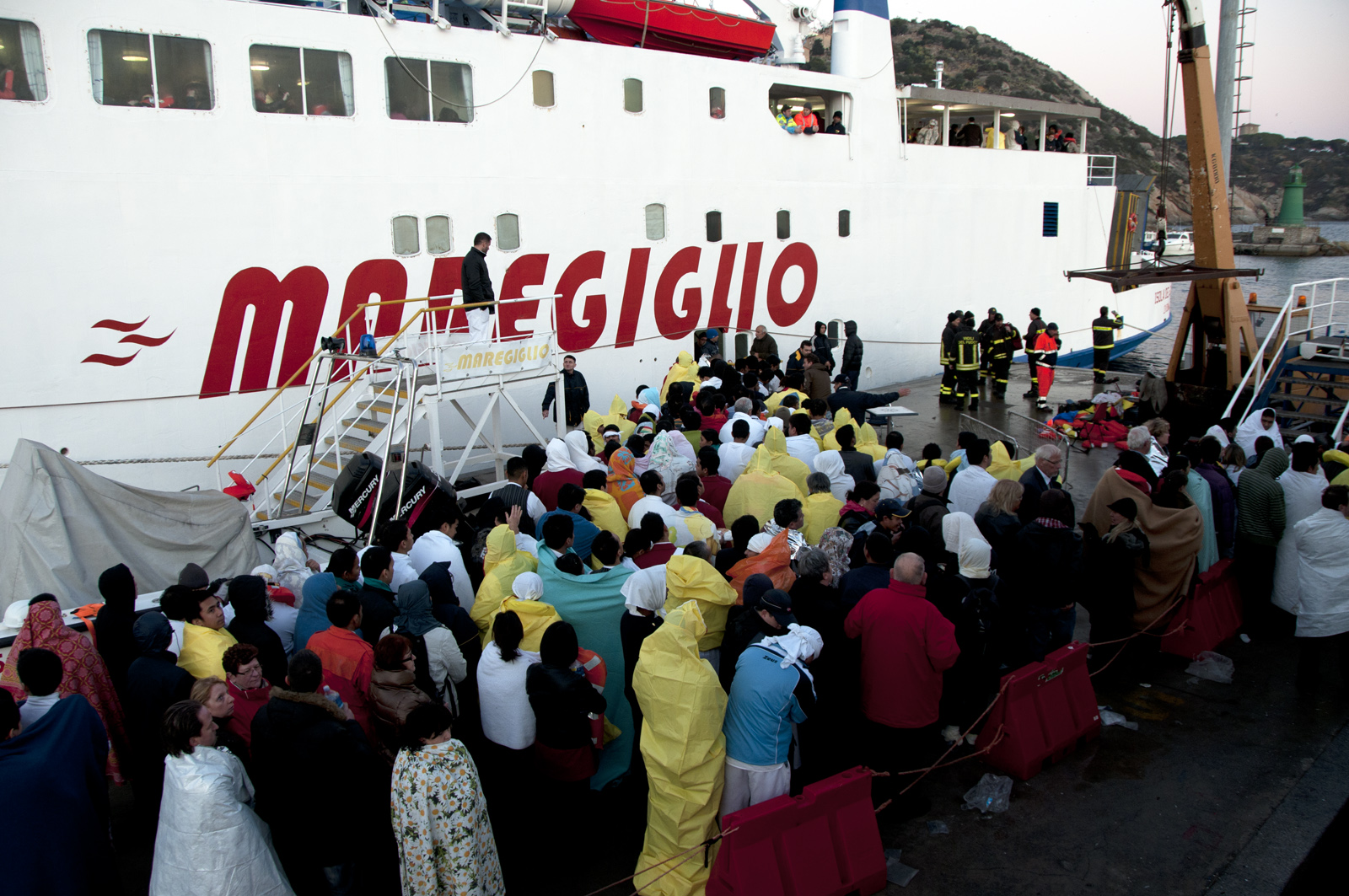
Rescued passengers huddle ashore